# Massimo Recalcati
Massimo Recalcati (Itàlia, 28 de novembre de 1959) és un filòsof i pscicoanalista italià.

## Biografia
Diplomat en filosofia, va ser alumne de Franco Fergnani a la Universitat de Milà, on es va especialitzar en psicologia social a l'Escola de Psicologia, sota la direcció de Marcello Cesa-Bianchi. Posteriorment va començar a donar classes ja com a professor a la Universitat de Pàdua, d'Urbino, de Bèrgam i de Lausana, interessant-se progressivament per les psicopatologies alimentàries. Va començar a dirigir un centre de recerca sobre aquesta temàtica. Des de 2006, supervisa el departament de neuropsiquiatria de l'Hospital de Santa Úrsula de Bolonya. Ha publicat una trentena de llibres, traduïts a una dotzena d'idiomes. El seu treball es concentra en l'ensenyament de Jacques Lacan i el tractament de trastorns de l'alimentació. També fa recerca sobre el complex de Telèmac entre pares i fills.

## Publicacions
- L'universale e il singolare. Lacan e l'al di là del principio del piacere, Milano, Marcos y Marcos, 1995.
- L'ultima cena: anoressia e bulimia, Milano, Bruno Mondadori, 1997.
- Jacques Lacan. Un insegnamento sul sapere dell'inconscio (con Antonio Di Ciaccia), Milano, Bruno Mondadori, 2000.
- Clinica del vuoto: anoressie, dipendenze, psicosi, Milano, FrancoAngeli, 2002.
- Sull'odio, Milano, Bruno Mondadori, 2004.
- L'omogeneo e il suo rovescio: per una clinica psicoanalitica del piccolo gruppo monosintomatico, Milano, FrancoAngeli, 2005.
- Elogio dell'inconscio: dodici argomenti in difesa della psicoanalisi, Milano, Bruno Mondadori, 2007.
- Il miracolo della forma. Per un'estetica psicoanalitica, Milano, Bruno Mondadori, 2007.
- Melanconia e creazione in Vincent Van Gogh, Torino, Bollati Boringhieri, 2009.
- L'uomo senza inconscio. Figure della nuova clinica psicoanalitica, Milano, Raffaello Cortina, 2010.
- Cosa resta del padre? La paternità nell'epoca ipermoderna, Milano, Raffaello Cortina, 2011.
- Ritratti del desiderio, Milano, Raffaello Cortina, 2012.
- Jacques Lacan. Desiderio, godimento e soggettivazione, Milano, Raffaello Cortina, 2012.
- Il complesso di Telemaco. Genitori e figli dopo il tramonto del padre[1]
- Patria senza padri, con Christian Raimo, Roma, Minimum fax, 2013.
- Non è più come prima. Elogio del perdono nella vita amorosa, Milano, Raffaello Cortina, 2014.
- L'ora di lezione. Per un'erotica dell'insegnamento, Torino, Einaudi, 2014. ISBN 978-88-06-21489-0.
- Le mani della madre. Desiderio, fantasmi ed eredità del moderno[2]
- Jacques Lacan. La clinica psicoanalitica: struttura e soggetto[3]
- Un cammino nella psicoanalisi. Dalla clinica del vuoto al padre della testimonianza (inediti e scritti rari 2003-2013), Mimesis, 2016, ISBN 978-88-575-3369-8
- Il Mistero delle cose. Nove ritratti di artisti, Feltrinelli, 2016, ISBN 978-88-07-4920-68